# Nicolae Ciucă
Nicolae Ionel Ciucă (Plenița, 7 febbraio 1967) è un ex generale e politico rumeno, primo ministro della Romania dal 25 novembre 2021 al 12 giugno 2023 e capo dello Statul Major General dal 1º gennaio 2015 al 28 ottobre 2019.
In qualità di ufficiale ha servito dal 1988 al 2019 le forze terrestri rumene, con cui ha partecipato a numerose missioni all'estero, tra cui quelle in Angola, Afghanistan e Iraq. Ha scalato i vertici dell'esercito, fino ad arrivare alla posizione di capo dello Statul major general, che ha rivestito tra il 2015 e il 2019.
Lasciata la carriera militare, è stato poi ministro della difesa nei governi Orban I, Orban II e Cîțu, oltre a ricoprire per un breve periodo il ruolo di primo ministro ad interim nel dicembre 2020.
Nell'ottobre 2020 si è iscritto al Partito Nazionale Liberale, nelle cui liste è stato eletto al senato in occasione delle elezioni parlamentari del 2020.
Dal 25 novembre 2021 fino al 12 giugno 2023 è rimasto in carica quale primo ministro di un governo di grande coalizione sostenuto da PNL, PSD e UDMR. Concluso il mandato di governo, è stato presidente del senato dal 13 giugno 2023 al 23 dicembre 2024.
Il 10 aprile 2022 è stato nominato presidente del PNL, posizione dalla quale si è dimesso il 25 novembre 2024, in conseguenza della sconfitta subita alle elezioni presidenziali dello stesso anno.

## Formazione
Si diplomò nel 1985 presso il liceo militare "Tudor Vladimirescu" di Craiova e tre anni più tardi terminò gli studi alla scuola militare per ufficiali "Nicolae Bălcescu" di Sibiu. Nel 1990 seguì un corso di perfezionamento per comandanti della compagnia di ricerca di Făgăraș. Tra il 1993 e il 1995 partecipò a dei corsi in armamenti combinati dell'Accademia di alti studi militari di Bucarest.
Negli anni successivi prese parte a numerosi seminari su diversi argomenti, organizzati nell'ambito del programma della NATO Partenariato per la pace. Nel 1997 a Bucarest sullo stato maggiore, nello stesso anno ad Ankara sugli istruttori di peacekeeping, di nuovo nella capitale rumena nel 2000 sulle operazioni a sostegno della pace e nel 2001 sugli interventi militari multinazionali. Nel 2000 approfondì le proprie conoscenze della lingua inglese presso l'Accademia delle forze terrestri di Sibiu.
Nel 2003 conseguì il titolo di dottore in scienze militari presso l'Università nazionale di difesa "Carlo I" con una tesi dal titolo «La dimensione dell'intervento dell'esercito rumeno nelle operazioni combinate multinazionali» (in rumeno «Dimensiunea angajării Armatei României în operații întrunite multinaționale»).
Nel 2004 seguì delle lezioni in relazioni civili e militari sull'Europa dell'est e l'Asia centrale che ebbero luogo alla base di Hurlburt Field in Florida. L'anno successivo studiò terminologia della NATO alla St. John University di York e nel 2006 conseguì un master in studi strategici presso il National War College. Nel 2012 completò un corso di perfezionamento postuniversitario nel campo della sicurezza al Collegio nazionale di difesa dell'Università nazionale di difesa "Carlo I".

## Carriera militare
Dopo aver terminato la scuola ufficiali, nell'agosto 1988 assunse il comando del plotone di lancio del 26º reggimento meccanizzato Rovine di Craiova. Nel marzo 1989 fu trasferito al plotone di ricerca e istruzione del 121º battaglione di ricerca con sede nella stessa città. Promosso a ufficiale di stato maggiore, nel settembre 1992 arrivò all'ufficio operazioni della stessa unità, dove rimase fino all'ottobre 1993. Dopo aver interrotto temporaneamente la carriera per effettuare ulteriori studi all'Accademia militare di Bucarest, nel luglio 1995 divenne ufficiale di stato maggiore per l'ufficio operazioni e preparazione per la lotta della 2ª brigata meccanizzata Rovine.
Nel maggio 1996 fu inviato in Angola nel quadro dell'intervento militare delle Nazioni Unite (UNAVEM III) e rientrò in Romania nel maggio dell'anno successivo. Ottenne il grado di capo di stato maggiore nel novembre 1998, quando passò al 26º battaglione di fanteria Neagoe Basarab di Craiova, corpo soprannominato "Scorpioni rossi". Nel 2000 guidò la componente terrestre nel corso dell'esercitazione internazionale "Blue Danube" e nel 2001 prese parte all'esercitazione "Dinamyc Response" in Bosnia ed Erzegovina, con la funzione di capo di stato maggiore e di riserva strategica SACEUR.
Divenuto nel febbraio 2001 comandante del 26º battaglione di fanteria, in cui rimase fino all'ottobre 2004, partecipò all'Operazione Libertà Duratura in Afghanistan (dal giugno 2002 al gennaio 2003), fu direttore dell'esercitazione OCE/EXDIR della missione International Security Assistance Force (2003) e guidò il battaglione rumeno nell'Operazione Antica Babilonia in Iraq (dal gennaio al luglio 2004). In conseguenza della battaglia dei ponti di Nassiriya, che ebbe luogo tra il 14 e il 15 maggio 2004, divenne l'unico comandante dopo la seconda guerra mondiale a guidare le truppe rumene in uno scontro armato contro un nemico.
Dall'ottobre 2004 all'ottobre 2006 fu capo delle operazioni per la 2ª brigata fanteria Rovine, per poi ricevere la delega di capo di stato maggiore nel quadro della stessa unità, che lasciò nel marzo 2007, quando fu nominato facente funzioni del comandante della 282ª brigata di fanteria meccanizzata Unirea principatelor con sede a Focșani. Nel febbraio 2009 ottenne il titolo di comandante della brigata. Nel 2010 prese parte all'esercitazione "Eurasian star" (con il Corpo d'armata di reazione rapida della NATO e la Turchia) e il 25 ottobre dello stesso anno fu promosso a brigadier generale.
Nel gennaio 2011 passò al comando della 2ª divisione di fanteria Getica di Buzău, mentre il 9 maggio 2013 ottenne il grado di maggior generale.
Nel gennaio 2014 fu indicato quale capo dello stato maggiore delle forze terrestri. Il 15 ottobre 2014 cedette tale ruolo al generale Dumitru Scarlat, per divenire facente funzioni del capo dello Stato maggiore generale. Il 1º dicembre, quindi, fu promosso a tenente generale. Il 1º gennaio 2015 fu indicato ufficialmente come capo dello Stato maggiore generale per un periodo di quattro anni su decreto presidenziale firmato da Klaus Iohannis, succedendo a Ștefan Dănilă. Il 27 novembre 2015 fu avanzato al grado di generale d'armata.
Il 28 dicembre 2018 il presidente della Romania prolungò di un ulteriore anno il suo mandato allo Stato maggiore generale. Rimase in carica fino al 28 ottobre 2019, quando Iohannis accettò la sua richiesta di congedo. Il 29 novembre nuovo capo dello Stato maggiore generale divenne Daniel Petrescu.

## Carriera politica
Come da lui stesso dichiarato durante un'intervista, dal 1986 al 1989 fu iscritto al Partito Comunista Rumeno, come da consuetudine per tutti gli ufficiali dell'esercito dell'epoca, e non prese parte alla rivoluzione del 1989. Pur membro del partito, affermò però di non essere mai stato comunista.

### Ministro della difesa
Nel 2019, dopo la sfiducia parlamentare al governo Dăncilă, il presidente della Romania incaricò il leader del Partito Nazionale Liberale (PNL) Ludovic Orban di formare un nuovo esecutivo. Il 24 ottobre 2019 il Primo ministro designato presentò la lista dei ministri del futuro governo, indicando Ciucă come titolare della difesa. In modo da rivestire l'incarico politico, questi inoltrò al capo di Stato la richiesta di congedo dall'esercito, che fu convalidata il 28 ottobre. Il governo Orban entrò in carica il successivo 4 novembre 2019. Nel corso della sua esperienza ministeriale la difesa si impegnò nella gestione della crisi sanitaria dovuta alla pandemia di COVID-19, fornendo il proprio supporto logistico e professionale alle strutture ospedaliere civili in difficoltà.
In vista delle elezioni parlamentari, 18 ottobre 2020 Ciucă, fino a quel momento indipendente, si iscrisse ufficialmente al PNL, che lo candidò al senato come rappresentante per il distretto di Dolj. Il voto del 6 dicembre vide il PNL arrivare secondo alle spalle del Partito Social Democratico (PSD). L'inattesa sconfitta spinse Ludovic Orban a rassegnare le proprie dimissioni da capo del governo. Il 9 dicembre, quindi, il presidente Iohannis designò Nicolae Ciucă quale premier ad interim. Nelle sue prime dichiarazioni il Primo ministro ad interim affermò che nell'immediato il governo si sarebbe concentrato sulla gestione della pandemia, sull'applicazione della strategia nazionale per la vaccinazione, sulla chiusura del bilancio per il 2020 e sulla preparazione di quello per il 2021.
Nei giorni successivi alle elezioni la stampa veicolò il nome di Ciucă come possibile nuovo Primo ministro titolare. Il 23 dicembre, tuttavia, il PNL trovò un accordo con le forze di USR PLUS e UDMR per la nascita di un governo di coalizione presieduto da Florin Cîțu (PNL). Ciucă fu nuovamente nominato ministro della difesa. Il 23 dicembre superò la valutazione della commissione difesa del parlamento per la nomina a ministro con 18 voti a favore e 13 contrari.
Fu contestualmente eletto al senato, dove partecipò alle commissioni per la politica estera e per la difesa.
In seguito al congresso del PNL del 25 settembre 2021, che elesse Florin Cîțu alla presidenza, venne nominato vicepresidente del partito con competenze sulla difesa e la sicurezza nazionale.

### Primo ministro
Nell'ottobre 2021, in seguito alla sfiducia al governo Cîțu, si aprì una crisi politica per la definizione di una maggioranza in grado di sostenere un nuovo esecutivo. Dopo che il parlamento ebbe rifiutato di concedere la fiducia a un possibile governo condotto da Dacian Cioloș, il 21 ottobre 2021 Iohannis indicò Ciucă come nuovo Primo ministro. Il 1º novembre, però, rinunciò all'incarico, vista l'impossibilità di formare una maggioranza che avrebbe votato un governo monocolore PNL.
In seguito a ulteriori trattative tra il PNL, il PSD e l'UDMR, il 18 novembre 2021 fu nuovamente proposto dall'ufficio esecutivo del partito per la conduzione di un governo di coalizione con i nuovi alleati. Il 22 novembre il capo di Stato lo designò ancora una volta per l'incarico. Il governo Ciucă ricevette il voto di investitura da parte del parlamento il 25 novembre 2021 con 318 favorevoli e 126 contrari, prestando poi giuramento poco dopo presso il presidente Iohannis.
Dopo le dimissioni di Florin Cîțu dalla presidenza del PNL, Ciucă fu l'unico candidato a capo del partito in occasione del congresso del 10 aprile 2022. Il suo testo programmatico, «Uniti per una Romania stabile e forte» («Uniți pentru o Românie stabilă și puternică»), fu approvato da 1.060 delegati e non ricevette alcun voto contrario.
Chiusa la gestione della pandemia di COVID, l'esperienza di governo fu segnata da diverse crisi, quali quella energetica e il controllo delle conseguenze dell'invasione russa dell'Ucraina. Le autorità vararono varie misure di protezione sociale, quali la calmierazione dell'energia elettrica, e introdussero sovvenzioni per la popolazione e sui carburanti. Sul piano esterno il governo Ciucă ottenne la rimozione del Meccanismo di cooperazione e verifica, ma non riuscì nell'intento dichiarato di accedere all'area Schengen. Per il riconoscimento della seconda tranche dei fondi del PNRR (Next Generation EU), l'esecutivo si adoperò per la modifica della legge sulle pensioni speciali, pur senza giungere ad una versione definitiva. Nel 2023 maggiorò le pensioni del 12,5% e il salario minimo, ma a giugno 2023 l'inflazione toccò l'11% su base annua, in discesa dal picco del 17% della fine del 2022. Nel corso dell'anno e mezzo al potere il governo Ciucă si confrontò anche con le proteste degli agricoltori, che lamentavano un eccesso di prodotti agricoli ucraini sul mercato rumeno, e con quelle dei professori e del settore sanitario. In particolare lo sciopero dei dipendenti dell'istruzione ritardò l'attuazione dell'accordo di rotazione con il PSD e si concluse con il riconoscimento di un aumento del 25% degli stipendi dei docenti.
Ciucă si dimise da primo ministro il 12 giugno 2023 al fine di favorire la formazione del nuovo governo di coalizione presieduto dal presidente del PSD Marcel Ciolacu, che assunse l'incarico il 15 giugno.
Concluso il mandato, il 13 giugno Ciucă fu eletto presidente del Senato con 88 voti favorevoli e 16 contrari.

### Elezioni del 2024
Il 15 settembre 2024 il consiglio nazionale del PNL lo indicò all'unanimità quale proprio candidato alle elezioni presidenziali.
Il successivo 7 ottobre si espresse sulla bocciatura da parte della Corte costituzionale della candidatura alla presidenza della Romania della leader di S.O.S. Romania, Diana Șoșoacă. Ciucă suppose il coinvolgimento del PSD nella decisione e dichiarò che il suo partito avrebbe interrotto la collaborazione con gli ex alleati, pur restando al governo.
Il voto presidenziale del 24 novembre si rivelò deludente: Ciucă ottenne meno del 9% e arrivò quinto, il peggior risultato per un candidato del PNL dal 1989. Annunciò quindi le proprie dimissioni da presidente del partito.
Pur rieletto senatore alle elezioni parlamentari del 1º dicembre 2024, il 5 febbraio 2025 rese note le sue dimissioni da parlamentare.

## Aspetti controversi

### Accusa di plagio
Nel gennaio 2022 la giornalista Emilia Șercan pubblicò un'inchiesta dalla quale risultava che la tesi di dottorato di Ciucă fosse plagiata. In base alle sue ricerche 42 pagine su 138 erano copiate da altre fonti, tra le quali due tesi di dottorato sostenute da altri candidati all'Università nazionale di difesa. In risposta alle accuse il primo ministro chiese alla commissione etica della facoltà di analizzare la sua tesi.
In seguito alla vicenda, il Consiliul național de atestare a titlurilor, diplomelor și certificatelor universitare (CNATDCU), istituzione incaricata di verificare le accuse di plagio, ricevette tre denunce contro Ciucă. Il primo ministro si rivolse alla giustizia, ottenendo nel marzo 2022 la sospensione dell'analisi da parte del CNATDCU. Il ministero dell'educazione presentò un ricorso, ma fuori dai termini previsti, motivo per il quale nel gennaio 2023 l'Alta corte di cassazione lo respinse.
In un'altra azione giudiziaria intentata dagli avvocati di Ciucă, nel giugno 2022 una sentenza della Corte d'appello annullò le querele contro il premier. La prima udienza della fase di ricorso in cassazione fu fissata per l'ottobre 2023. Il 31 ottobre 2023 i giudici dell'Alta corte constatarono che in primo grado era stata pronunciata una sentenza illegittima, poiché aveva erroneamente analizzato le denunce contro Ciucă dal punto di vista formale riservato agli atti amministrativi, in violazione alle norme di diritto. Malgrado la nuova sentenza il CNATDCU non procedette al controllo, poiché le attribuzioni relative alle verifiche di plagio erano state trasferite alle commissioni etiche dei singoli atenei.
Sull'evento la procura generale nel 2022 aveva aperto una propria inchiesta, poiché erano stati avanzati dei dubbi sulla regolarità dell'assegnazione del caso al giudice Marius Iosif, che aveva emesso la sentenza di primo grado e che era entrato in pensione un mese dopo il pronunciamento.

### Campagna pubblicitaria del suo libro
L'8 settembre 2024 pubblicò il libro autobiografico «Al servizio del paese». Nei mesi precedenti, la campagna pubblicitaria per la presentazione del volume era stata oggetto di un'inchiesta giornalistica di Snoop.ro. Per promuovere il libro erano stati installati 762 cartelloni pubblicitari sulle principali autostrade e strade nazionali del paese raffiguranti il volto di Ciucă e lo slogan «Un soldato al servizio del paese» («Un ostaș în slujba țării»). L'affitto di 400 pannelli era stato pagato direttamente dal PNL, che aveva contribuito anche alla loro produzione con 450.000 euro. In base ai dati forniti dal partito ai giornalisti, al 7 agosto 2024, data della pubblicazione dell'articolo, erano stati spesi 2 milioni di euro di fondi provenienti dal finanziamento pubblico ai partiti. Secondo i reporter l'intero progetto avrebbe raggiunto il costo di 4 milioni di euro.
Il 19 novembre 2024 la Direzione nazionale anticorruzione comunicò che il 2 settembre aveva aperto un'inchiesta sull'uso dei fondi concessi dall'Autorità elettorale permanente ai partiti politici, che erano stati utilizzati per la pubblicità del libro di Nicolae Ciucă. Le autorità anticorruzione specificarono che non vi erano indagati, ma che la procedura seguiva una denuncia sporta da una persona fisica e trasmessa dalla procura dell'Alta corte di cassazione e giustizia.

### Inchiesta giornalistica sulla missione in Iraq
Il 5 settembre 2024 la testata Recorder pubblicò un'inchiesta giornalistica che metteva in dubbio il suo ruolo nella battaglia dei ponti di Nassiriya del 2004. Secondo le dichiarazioni dei generali italiani Gian Marco Chiarini e Luigi Scollo, le truppe romene comandate da Ciucă avrebbero svolto una funzione di pattuglia nei dintorni di Nassiriya e non avrebbero partecipato direttamente alle fasi principali della battaglia nel centro della città..

### Prolungamento del mandato di capo di Stato maggiore generale
Nel 2018 Ciucă si trovò al centro di una disputa legale tra il presidente della Romania e il governo.
In prossimità della fine del suo mandato da capo dello Stato maggiore generale, prevista per il 31 dicembre 2018, il ministro della difesa in area PSD Gabriel Leș propose in sua sostituzione Dumitru Scarlat. Tale nomina, tuttavia, fu rifiutata dal presidente della Romania Iohannis, che la bollò come illegale. Secondo la legge, infatti, il capo dello Stato maggiore generale avrebbe dovuto essere il capo di Stato maggiore di uno dei reparti dell'esercito rumeno (forze terrestre, marina o aviazione). Scarlat in quel momento era rappresentante militare della Romania in seno a NATO e Unione europea e non rivestiva una delle funzioni richieste. Per ovviare al problema Leș aveva previsto di nominare Scarlat sia capo di stato maggiore delle forze terrestri che capo di Stato maggiore generale nel corso di in un'unica seduta, ma tale opzione venne scartata dal presidente della Romania. Il 28 dicembre 2018, perciò, Klaus Iohannis firmò un decreto che prolungava il mandato di Ciucă di un anno.
Il Primo ministro Viorica Dăncilă si rifiutò di controfirmare il decreto presidenziale, mentre il ministero della difesa si rivolse alla giustizia amministrativa contro la decisione di Iohannis. Il 29 marzo 2019 la corte d'appello di Bucarest si espresse in favore del capo di Stato. Una successiva sentenza della Corte costituzionale pronunciata il 4 giugno 2019, tuttavia, dichiarò incostituzionale la previsione che permetteva al presidente di prolungare l'incarico del capo dello Stato maggiore generale. Il ministro Leș, quindi, si rivolse all'Alta corte di cassazione e giustizia.

## Vita privata
È sposato e ha un figlio.

## Riconoscimenti militari
Oltre agli ordini conferiti negli anni dalle autorità di Romania, Francia e Stati Uniti, nel corso della carriera ricevette numerosi riconoscimenti riservati ai membri delle forze armate rumene, tra i quali gli emblemi d'onore dell'esercito, dello Stato maggiore generale, delle forze terrestri, delle forze aeree, delle forze navali, delle informazioni militari, delle comunicazioni, della logistica e della medicina militare. Gli vennero assegnati i nastri "In servizio della patria" in occasione dei suoi quindici, venti e venticinque anni d'attività, "In servizio dell'esercito" (3ª classe), "In servizio della pace" (3ª classe) e "Scienza militare" (1ª classe). Fu, inoltre, insignito del titolo onorifico di veterano militare.
Fu premiato con la medaglia delle Nazioni unite per la missione UNAVEM III e con quella d'onore delle forze per le operazioni speciali degli Stati Uniti.